# St.-Michaels-Kirche (Hofstetten)

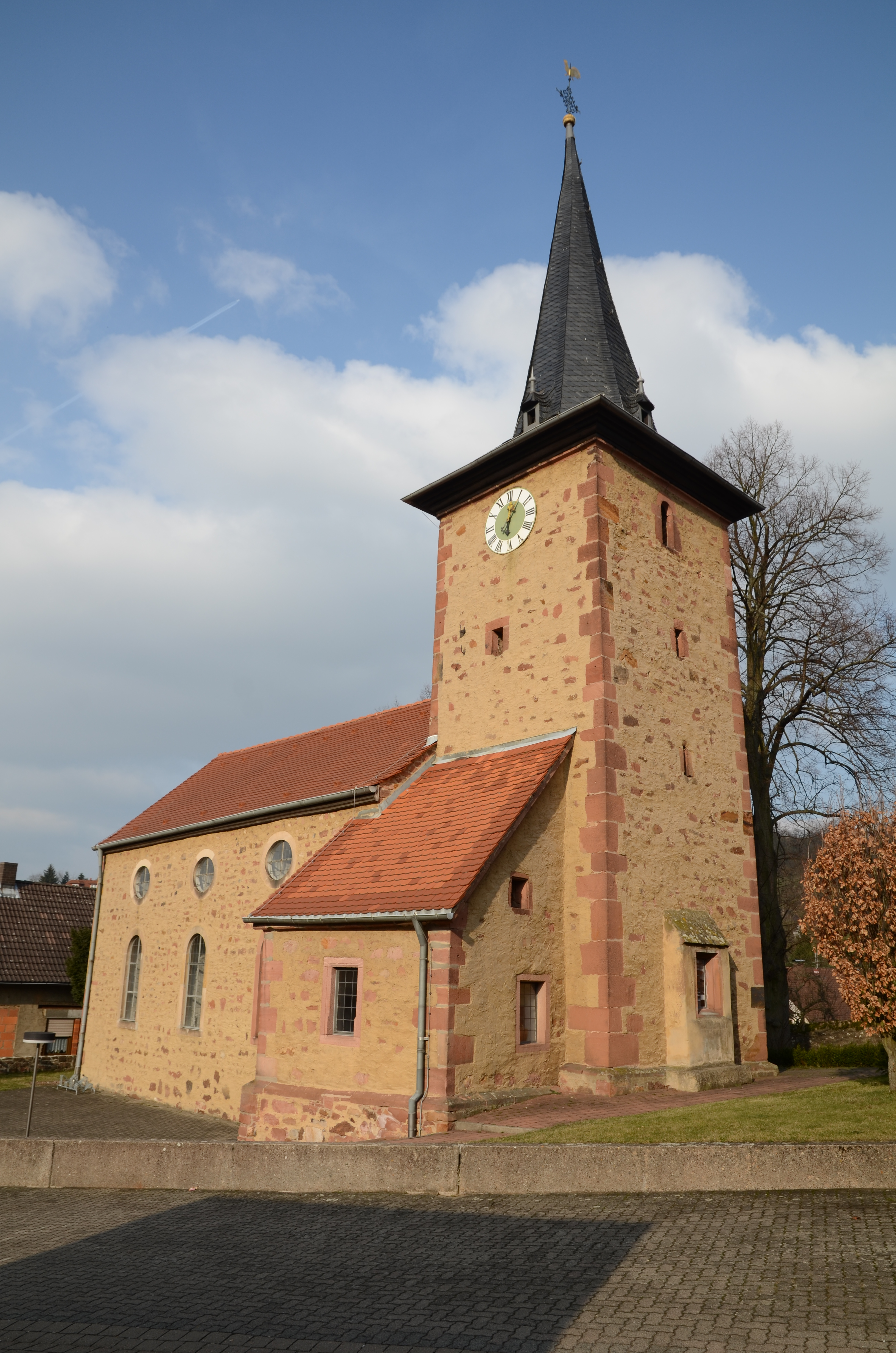
St. Michaelskirche (Hofstetten)

Die evangelische St.-Michaels-Kirche (Eigenschreibweise meist St. Michaelskirche) steht in Hofstetten, einem Gemeindeteil des Marktes Kleinwallstadt im unterfränkischen Landkreis Miltenberg in Bayern. Der spätgotische Turm des denkmalgeschützten Bauwerks stammt aus dem 15. Jahrhundert. Die Pfarrei gehört zum Dekanat Aschaffenburg im Kirchenkreis Ansbach-Würzburg der Evangelisch-Lutherischen Kirche in Bayern.

## Beschreibung
Der Chorturm der Saalkirche wurde 1473 über quadratischem Grundriss errichtet. Das 1706 im Westen angefügte Langhaus ist mit einem Satteldach bedeckt. Das oberste Geschoss des Chorturms beherbergt die Turmuhr und den Glockenstuhl, in dem drei Kirchenglocken hängen. Er ist mit einem spitzen, schiefergedeckten Helm bedeckt. Nachdem die Kirche nicht mehr ausreichte, wurde die Nordmauer des Langhauses um 4 Meter versetzt, sodass die Emporen entfielen. Der Altar und die Kanzel wurden verlegt und der Innenraum erhielt eine geänderte Achse.